# Cromatografía de inmunoafinidad
CROMATOGRAFIA EN COLUMNA DE INMUNOAFINIDAD

## Técnica con anticuerpos
Los anticuerpos son proteínas que se unen firmemente a sus antígenos. Los vertebrados la producen como un medio de defensa contra las infecciones. Cada animal puede fabricar miles de millones de moléculas de anticuerpos diferentes. Cada anticuerpo reconoce su antígeno con gran especificidad. Justamente esta propiedad es fundamental en la utilización de esta técnica.
El procedimiento puede separarse en los siguientes pasos:
1º: Hay una columna con anticuerpos anti-A.
2º: Se adicionan las moléculas antígeno-A, y las no deseadas.
3º: Eluyen las moléculas no deseadas quedando las antígeno-A en los anticuerpos, más un poco de moléculas no deseadas.
4º: Se lava la columna y quedan solo los anticuerpos más su molécula antígeno-A.
5º: Finalmente eluye la molécula antígeno-A(que en este caso se quería separar).

## Soportes más comunes para la inmovilización de un anticuerpo
Un soporte o matriz es la fase sólida a la que el anticuerpo es adherido y generalmente para darles este uso se encuentran activados, es decir que están provistos de un brazo espaciador el cual es logrado por una reacción química en la que se induce en la matriz ciertos grupos funcionales altamente reactivos, lo que ayudara un mejor anclaje al anticuerpo. La matriz más usada para la unión de un anticuerpo es la agarosa cuyo nombre comercial es Sepharosa, pero también se conocen otras matrices de distinta naturaleza a las cuales se le pueden unir anticuerpos, y pueden dividirse dependiendo la utilidad que se les desee dar:

1.- Materiales inorgánicos: vidrio, sílica, acero, arena.

2.- Polímeros orgánicos sintéticos generalmente hidrofóbicos: poliestireno.

3.- Polímeros orgánicos naturales principalmente hidrofílicos: agarosa, celulosa, almidón.